# François-René Moreaux

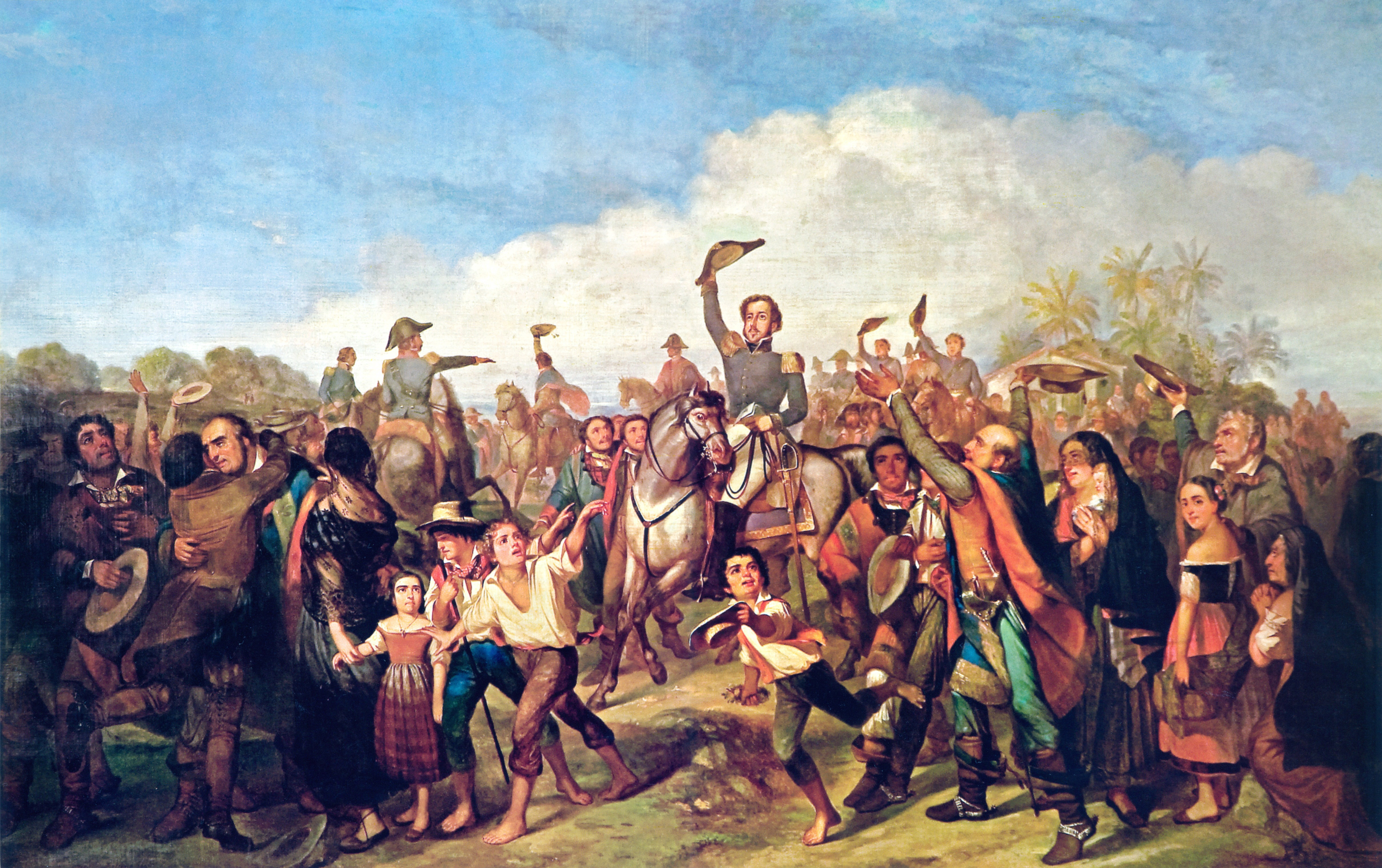
La Proclamación de la Independencia, de François-René Moreau.

François-René Moreaux (Rocroi, 3 de enero de 1807 - Río de Janeiro, 25 de octubre de 1860) fue un pintor, fotógrafo y profesor francés radicado en Brasil. Era hermano del también pintor Louis-Auguste Moreaux.

## Biografía
Cuando aún estaba en Francia, estudió con Couvelet y Baron de Gross. A partir de 1838 viajó por todo Brasil, instalándose posteriormente en Río de Janeiro. Enseñó en su estudio y trabajó como caricaturista. En 1856, junto con otros, fundó el Liceu de Artes e Ofícios, que también dirigió, y donde impartió clases de dibujo. Al año siguiente, con Heaton y Regensburg, fundó la Galería Brasileña Contemporánea .
Se dedicó especialmente al retrato, pero cultivó también la pintura histórica. Por el cuadro La Sagração de Don Pedro II fue nombrado miembro de la Orden de Cristo. Expuso en los salones de la Academia hasta 1850, volviendo a aparecer en 1859. Dejó retratos de diversas personalidades de la época.
Particularmente versado como pintor de historia, incluido O Grito do Ipiranga, que decora el Senado, y retratista, Moreaux también logra algunas vistas urbanas1. Realizó retratos de diversas personalidades de la época, como para la serie litográfica publicada por Heaton e Rensburg Galeria Contemporânea Brasileira. Por otro lado, como la práctica requería casi obligatoriamente, también pintó retratos de emperadores en dos lienzos que ahora se conservan en el Museo Imperial de Brasil. Sin embargo, según Leite, uno de los retratos más destacables es el Retrato de la Menina conservado en el Museo Nacional de Bellas Artes, en el que el autor olvida por un momento las lecciones del barón Gros y su teatralidad habitual para representar un cuerpo entero. figura. de un niño con un paisaje de fondo, en una atmósfera casi ingeniosa y decididamente encantadora y sencilla.